# Damernas fyra med styrman i rodd vid olympiska sommarspelen 1980
Damernas fyra med styrman i rodd vid olympiska sommarspelen 1980 avgjordes mellan den 21 och 26 juli 1980. Grenen hade totalt 30 deltagare från sex länder.

## Medaljörer
| Gren             | Guld                                                                                   | Silver                                                                              | Brons                                                                                                |
| Fyra med styrman | Östtyskland Ramona Kapheim Silvia Frohlich Angelika Noack Romy Saalfeld Kirsten Wenzel | Bulgarien Ginka Gjurova Marijka Modeva Rita Todorova Iskra Velinova Nadija Filipova | Sovjetunionen Marija Fadejeva Galina Sovetnikova Marina Studneva Svetlana Semyonova Nina Tjeremisina |

## Resultat

### Heat

#### Heat 1
| Placering | Roddare                                                                                       | Land       | Tid     |
| --------- | --------------------------------------------------------------------------------------------- | ---------- | ------- |
| 1         | Ginka Gjurova, Marijka Modeva, Rita Todorova, Iskra Velinova, Nadija Filipova                 | Bulgarien  | 3:26,75 |
| 2         | Georgeta Militaru-Maşca, Florica Silaghi, Maria Tănasă-Fricioiu, Valeria Cătescu, Aneta Matei | Rumänien   | 3:31,42 |
| 3         | Anne Chirnside, Verna Westwood, Pam Westendorf, Sally Harding, Susie Palfreyman               | Australien | 3:34,08 |

#### Heat 2
| Placering | Roddare                                                                                    | Land           | Tid     |
| --------- | ------------------------------------------------------------------------------------------ | -------------- | ------- |
| 1         | Ramona Kapheim, Silvia Frohlich, Angelika Noack, Romy Saalfeld, Kirsten Wenzel             | Östtyskland    | 3:25,22 |
| 2         | Marija Fadejeva, Galina Sovetnikova, Marina Studneva, Svetlana Semjonova, Nina Tjeremisina | Sovjetunionen  | 3:28,72 |
| 3         | Pauline Janson, Bridget Buckley, Pauline Hart, Jane Cross, Sue Brown                       | Storbritannien | 3:48,13 |

### Återkval
| Placering | Roddare                                                                                       | Land           | Tid     |
| --------- | --------------------------------------------------------------------------------------------- | -------------- | ------- |
| 1         | Mariya Fadeyeva, Galina Sovetnikova, Marina Studneva, Svetlana Semyonova, Nina Cheremisina    | Sovjetunionen  | 3:21,51 |
| 2         | Georgeta Militaru-Maşca, Florica Silaghi, Maria Tănasă-Fricioiu, Valeria Cătescu, Aneta Matei | Rumänien       | 3:23,91 |
| 3         | Anne Chirnside, Verna Westwood, Pam Westendorf, Sally Harding, Susie Palfreyman               | Australien     | 3:26,77 |
| 4         | Pauline Janson, Bridget Buckley, Pauline Hart, Jane Cross, Sue Brown                          | Storbritannien | 3:35,85 |

### Final
| Placering | Roddare                                                                                       | Land          | Tid     |
| --------- | --------------------------------------------------------------------------------------------- | ------------- | ------- |
| 1         | Ramona Kapheim, Silvia Frohlich, Angelika Noack, Romy Saalfeld, Kirsten Wenzel                | Östtyskland   | 3:19,27 |
| 2         | Ginka Gyurova, Mariyka Modeva, Rita Todorova, Iskra Velinova, Nadiya Filipova                 | Bulgarien     | 3:20,75 |
| 3         | Mariya Fadeyeva, Galina Sovetnikova, Marina Studneva, Svetlana Semyonova, Nina Cheremisina    | Sovjetunionen | 3:20,92 |
| 4         | Georgeta Militaru-Maşca, Florica Silaghi, Maria Tănasă-Fricioiu, Valeria Cătescu, Aneta Matei | Rumänien      | 3:22,08 |
| 5         | Anne Chirnside, Verna Westwood, Pam Westendorf, Sally Harding, Susie Palfreyman               | Australien    | 3:26,37 |